# 素敵な匂いの世界
『素敵な匂いの世界』（すてきなにおいのせかい）は、斉藤和義通算2枚目のスタジオ・アルバム。1994年3月24日発売。発売元はファンハウス。規格品番：FHCF-2157。2008年9月17日にSPEEDSTAR RECORDSよりSHM-CDにて限定販売された。規格品番：VICL-63022。

## 解説
先行シングル「君の顔が好きだ」（1994/02/02発売）を含む、オリジナル・アルバム。
収録曲のうち、「彼女」が同年9月24日にシングル・バージョンにてリカットされた。マツダ『新方向ファミリア』のCMソングとしてリリースされたシングル「大丈夫」（1995/10/04発売）のカップリングには、同楽曲のアコースティック・ヴァージョンも収録されている。ほか、本アルバムの発売後程なくリリースされたシングル「歩いて帰ろう」（1994/06/01発売）のカップリングに「何もないテーブルに」が採用されている。
2008年9月17日に、特殊なCDプレーヤーでなくても高音質再生が可能とされるスーパー・ハイ・マテリアルCDで発売された。初回生産限定のデジパック仕様で、同日発売のCD-BOX『斉藤和義15周年アニバーサリーBOX』（VIZL-302）にも収められている。

## 収録曲
| 全作詞・作曲: 斉藤和義。 |                        |           |            |                    |      |
| #                        | タイトル               | 作詞      | 作曲・編曲 | 編曲               | 時間 |
| 1.                       | 「一人よがり」         | 斉藤和義  | 斉藤和義   | 斉藤和義           | 2:27 |
| 2.                       | 「彼女」               | 斉藤和義  | 斉藤和義   | 斉藤和義・松尾一彦 | 4:46 |
| 3.                       | 「幻の夢」             | 斉藤和義  | 斉藤和義   | 斉藤和義・松尾一彦 | 4:18 |
| 4.                       | 「何もないテーブルに」 | 斉藤和義  | 斉藤和義   | 斉藤和義・松尾一彦 | 4:37 |
| 5.                       | 「君の顔が好きだ」     | 斉藤和義  | 斉藤和義   | 斉藤和義           | 3:35 |
| 6.                       | 「エステに行こう」     | 斉藤和義  | 斉藤和義   | 斉藤和義・松尾一彦 | 3:41 |
| 7.                       | 「神様 お願い!」       | 斉藤和義  | 斉藤和義   | 斉藤和義           | 3:36 |
| 8.                       | 「僕は他人」           | 斉藤和義  | 斉藤和義   | 斉藤和義           | 5:10 |
| 9.                       | 「素敵な匂いの世界」   | 斉藤和義  | 斉藤和義   | 斉藤和義・松尾一彦 | 7:05 |
| 10.                      | 「ある日の出来事」     | 斉藤和義  | 斉藤和義   | 斉藤和義・松尾一彦 | 6:14 |
| 合計時間:                | 合計時間:              | 合計時間: | 45:29      |                    |      |

## 関連作品
- 彼女

Golden Delicious - スタジオ音源
十二月 - ライヴ音源
十二月 〜Winter Caravan Strings〜 - ライヴ音源
歌うたい15 SINGLES BEST 1993〜2007 - スタジオ音源
Collection "B" 1993〜2007 - スタジオ音源（アコースティック・ヴァージョン）
- 何もないテーブルに

Golden Delicious - スタジオ音源
Collection "B" - スタジオ音源
Collection "B" 1993〜2007 - スタジオ音源
- 君の顔が好きだ

Golden Delicious - スタジオ音源
歌うたい15 SINGLES BEST 1993〜2007 - スタジオ音源